# Терен степовий
Терен степовий,  слива степова (Prunus stepposa) — вид рослин родини розових (Rosaceae), ендемік України.

## Опис
Кущ 1–2 м заввишки. Гілки, листки й квітконіжки жорстко запушені. Листки обернено-яйцюваті або еліптичні з гострою верхівкою, розміром 3.5–5 × 2–3 см, розпускаються трохи пізніше від квіток. Пелюстки 6–8 мм завдовжки. Плід 1.2–2 см в діаметрі, кулястий. Кісточка тьмяна, блідо-коричнева.
Період цвітіння: квітень — травень.

## Поширення
Ендемік України.
В Україні вид зростає у степах, на узліссях, галявинах — на півдні Полісся, спорадично; в Лісостепу, степу та Криму, часто.

## Використання
Харчова й фарбувальна рослина.

## Галерея

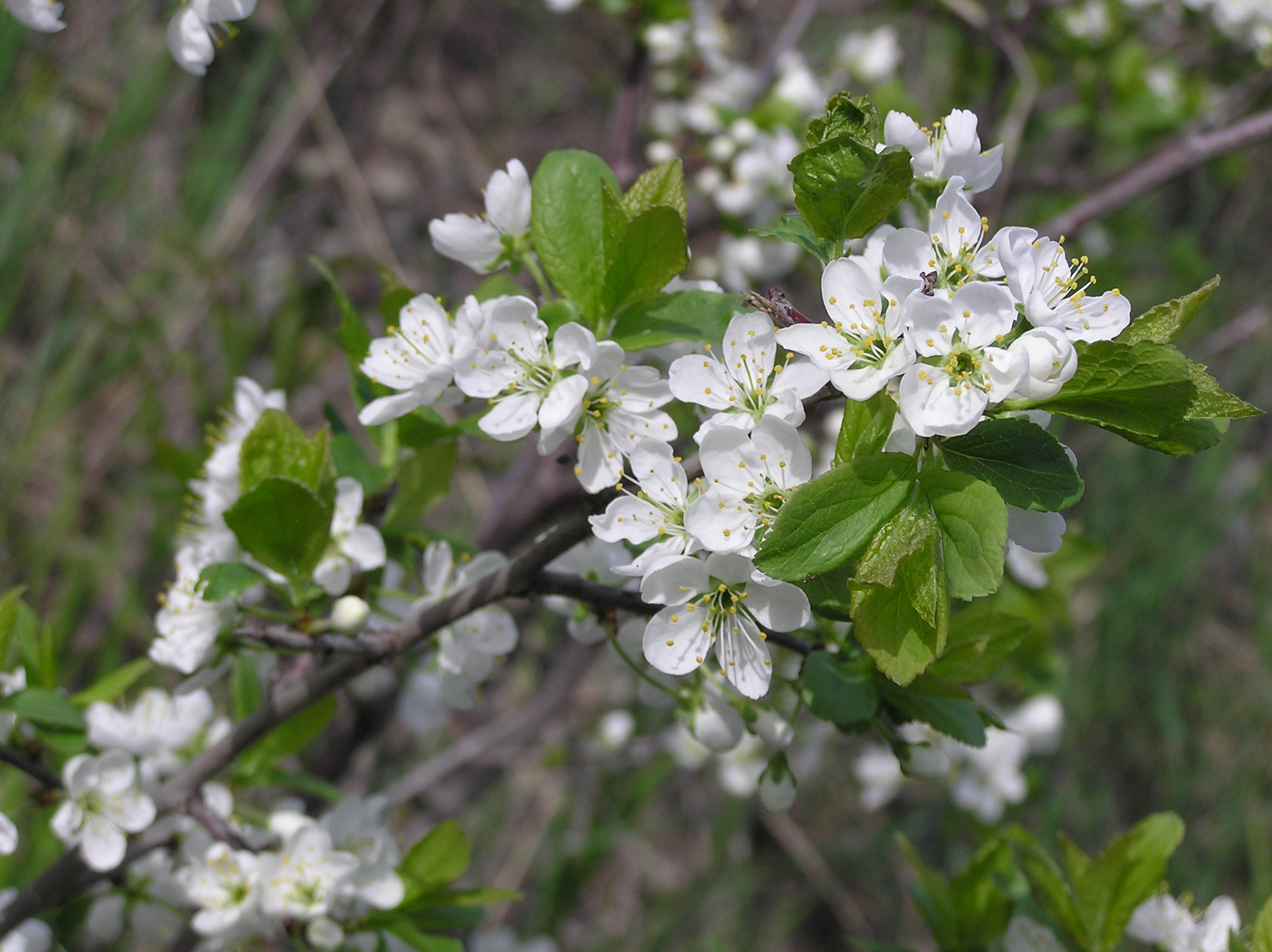
квітки
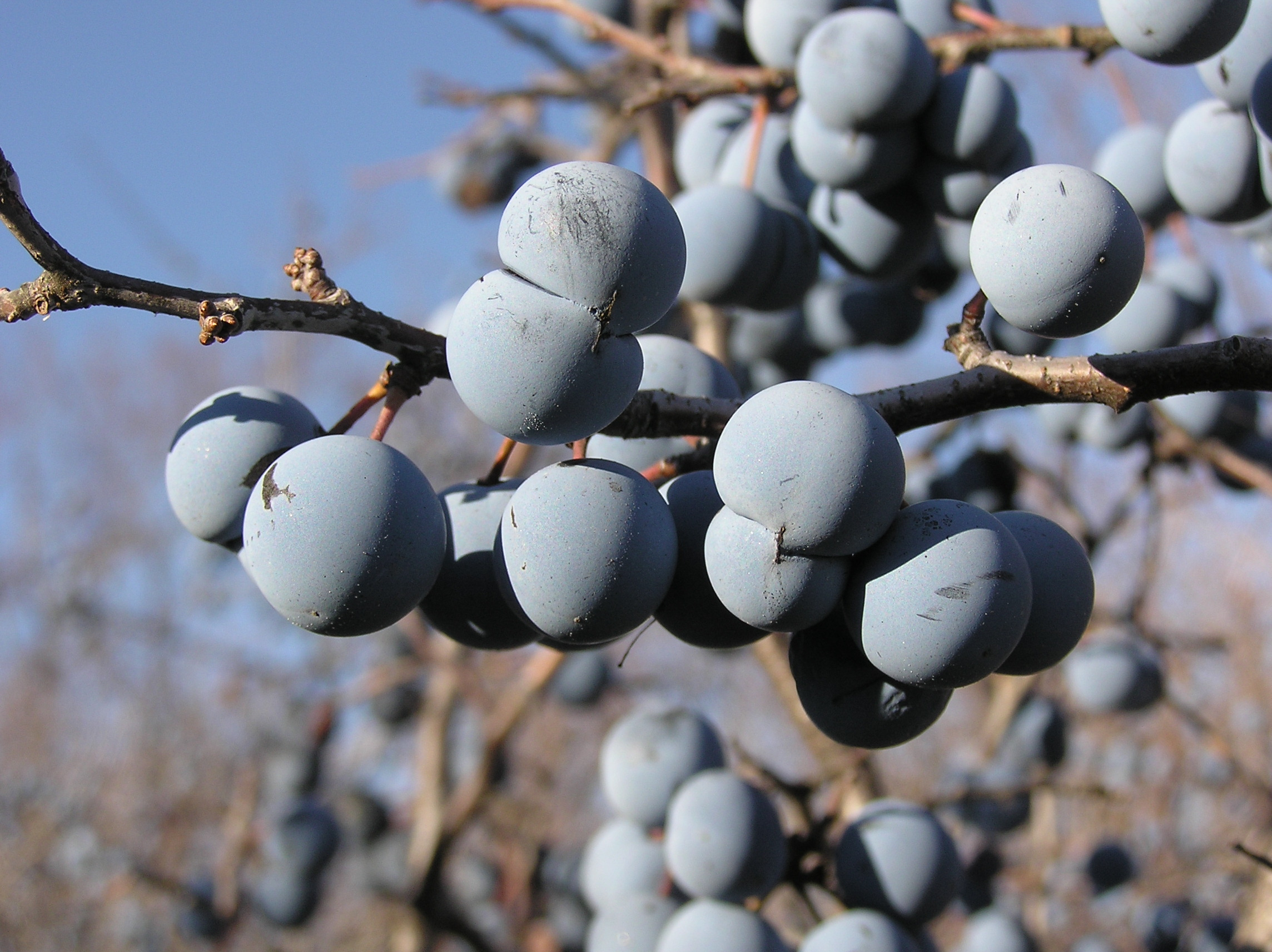
плоди